# تلول البقرات
تلول البقرات هو موقع أثري قديم في محافظة واسط في جنوب العراق، تقع على بعد 7 كيلومترات إلى الشمال الشرقي من تل الولاية، و20 كيلومترًا جنوب مدينة الكوت، يُعتقد أنه موقع مدينة كيش القديمة. حيث عثرت التنقيبات التي اجرتها بعثة التنقيب الإيطالية العامة على عدد من الأختام والخرز التي تعود الى فترة العبيد والوركاء وجمدة نصر، وأيضًا عُثر على قبر لطفل صغير ووجود عدد من القطع الأثرية والحلي داخله على شكل قلادة، وهي محفوظة في المتحف العراقي.

## التاريخ
شُغِلت هذه التلول من الألفية الرابعة قبل الميلاد وحتى الألفية الأولى بعد الميلاد.
- التلة الرئيسية، TB1، هي أكبر التلال الموجودة، 330 متراً في 260 متراً، حيث تبلغ مساحته حوالي 10 هكتارات وترتفع إلى حوالي 12 مترا.
- يعود تاريخ التل TB2 إلى أواخر الفترة الإسلامية، حيث حملت النقوش الحجرية والألواح التي عثرت عليها بعثة التنقيب الإيطالية اسم نارام سين، وأور نمو (بما في ذلك ختم من الطوب على بناء معبد للإلهة ننهورساج)، وشولجي وشو سين من فترة أور الثالثة، ونبوبولاسر ونبوخذ نصر من الفترة البابلية الحديثة.[6]
- التل TB4، هو منخفض صغير يبلغ حوالي 2.5 متر، ومداه 260 متراً في 75 متراً، وتبلغ مساحته حوالي 2.3 هكتار، يتكون من تلين فرعيين متصلين بمنطقة مسطحة.
- التلة TB4، يعود تاريخها الى أواخر الألفية الثالثة قبل الميلاد وأوائل الألفية الثانية قبل الميلاد، بسبب وجود بعض الحفريات والقطع والأبنية التي بُنيت في السنة السادسة والعشرون في فترة الملك شولجي، الملك العظيم، ملك أور الثالث، وهي تلة منخفضة تبلغ مساحتها 400 متر في 250 متر.[7]
- التلة TB7، هي تلة مسطحة يبلغ قطرها 280 متراً (حوالي 7.6 هكتار)، حسب الحفريات يعود تاريخها الى أواخر فترة أوروك وجمدة نصر.
- التلة TB8، يبلغ قطرها 180 متراً (حوالي 3.1 هكتار)، والتي تعود الى أواخر فترة أوروك وجمدة نصر.
- التلة TB9 وTB10، يعود تاريخها الى عصر الإمبراطورية الساسانية وأوائل العصر الإسلامي.